# Edoardo Martino
Edoardo Angelo Martino (ur. 20 kwietnia 1915 w Alessandrii, zm. 5 grudnia 1999 w Rzymie) – włoski polityk i nauczyciel, członek ruchu oporu podczas II wojny światowej. Wieloletni deputowany, wiceminister w różnych resortach, w latach 1967–1970 członek Komisji Europejskiej.

## Życiorys
Absolwent literatury i filozofii w Scuola Normale di Pisa. Pracował jako nauczyciel historii i filozofii w szkołach średnich, w pierwszych latach po wojnie wykładał też na Università Internazionale di Scienze Sociali „Pro Deo”. Podczas II wojny światowej wcielony do oddziału piechoty górskiej, walczył na froncie wschodnim do 1943. Następnie działał pod pseudonimem „Malerba” w antyfaszystowskim ruchu oporu, dowodził autonomiczną 11. dywizją „Patria” i kierował jednym z sektorów w regionie Monferrato w Piemoncie. Został redaktorem dwutygodnika „Poligono”.
Od 1943 członek Chrześcijańskiej Demokracji, został również działaczem Akcji Katolickiej. W latach 1948–1967 członek Izby Deputowanych. Był delegowany do Zgromadzenia Ogólnego Organizacji Narodów Zjednoczonych oraz od 1958 do Parlamentu Europejskiego (w latach 1964–1967 kierował w nim komisją ds. politycznych). Zajmował stanowiska podsekretarza stanu ds. partyzantów i weteranów (czerwiec 1947–lipiec 1953), w ministerstwie obrony (lipiec 1953–luty 1954, lipiec 1958–marzec 1960) i spraw zagranicznych (grudzień 1962–grudzień 1963). W latach 1953–1985 sekretarz Najwyższej Rady Obrony, konstytucyjnego organu nadzorującego siły zbrojne. W 1967 wszedł w skład Komisji Europejskiej kierowanej przez Jeana Reya, odpowiadając za stosunki zewnętrzne. Po 1970 zajął się działalnością akademicką i w sektorze pozarządowym (m.in. jako prezes instytutu studiów europejskich im. Alcide De Gasperiego).

## Odznaczenia
W 1970 odznaczony Orderem Zasługi Republiki Włoskiej I klasy.